# Juan García-Abril
Juan García-Abril Guerrero (Valladolid, 4 de enero de 2003) es un baloncestista profesional español. Se desempeña en la posición de alero y actualmente juega en el Real Valladolid Baloncesto de la Primera FEB.

## Trayectoria deportiva
Es un jugador vallisoletano formado en las categorías inferiores del Real Valladolid Baloncesto. Durante la temporada 2020-2021, compagina su presencia en el IVECO Junior ‘A’, aunque a lo largo de la temporada también ha sido un habitual en las convocatorias del UEMC Real Valladolid Baloncesto de Liga EBA. 
En la misma temporada, jugaría varios encuentros con el primer equipo de la Liga LEB Oro.
En la temporada 2021-22, formaría parte del Real Valladolid Baloncesto de la Liga LEB Oro.